# Wilhelmus Josephus Jongmans

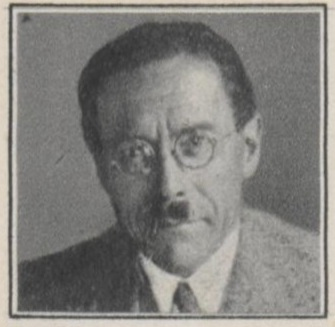
Wilhelmus Josephus Jongmans

Wilhelmus Josephus Jongmans (* 13. August 1878 in Leiden; † 13. Oktober 1957) war ein niederländischer Botaniker und Paläobotaniker und Stratigraph des Karbon. Sein offizielles botanisches Autorenkürzel lautet „Jongm.“.

## Leben
Jongmans war der Sohn eines Schneiders und studierte Biologie in Leiden und München (bei Karl Ritter von Goebel). 1906 wurde er in München mit einer Dissertation über Moose promoviert. In München lernte er auch seine deutsche Frau kennen, mit der er acht Kinder hatte. Zurück in den Niederlanden war er am Reichs-Herbarium in Leiden. Zur Paläobotanik kam er über Willem van Waterschoot van der Gracht, der für die Erkundung der Kohlevorkommen in der an Deutschland grenzenden Provinz Limburg einen Paläobotaniker brauchte, speziell für stratigraphische Zwecke. Jongmans trat in Kontakt zu den deutschen Paläobotanikern Henry Potonié und Walther Gothan und mit dem Schotten Robert Kidston in Stirling (dem Paläobotaniker des Geological Survey von Großbritannien). Über Potonié wurde er mit der Herausgabe des Fossilium Catalogum im Bereich Paläobotanik beauftragt, einem enzyklopädischen bibliographischen Werk aller bekannten Taxa, was ihn zu einem der besten Kenner der paläobotanischen Literatur machte. Die erste Ausgabe erschien 1913. Einige Bände verfasste er auch selbst (Equisetales, Lycopodiales, Filicales, Cycadales, Pteridospermae). Seine umfangreichen nachgelassenen Manuskripte dazu bearbeitete sein Nachfolger S. J. Dijkstra, der bei ihm als Palynologe anfing.
Jongmans befasste sich mit der Flora des Karbon, speziell für Zwecke der Stratigraphie (für die man es meist mit komprimierten Fossilien zu tun hat). Er leitete nach den Bohrkampagnen in der Provinz Limburg ein geologisches Institut in Heerlen (Geologisch Bureau), ursprünglich als staatliche Stelle 1908 gegründet und 1924 einem Konsortium von Unternehmen des Kohlebergbaus in Süd-Limburg übertragen. Hier organisierte er mehrere erfolgreiche internationale Konferenzen über Kohle-Stratigraphie und Paläobotanik des Karbon (1927, 1935, 1951, 1958), der späteren International Congress of Carboniferous Stratigraphy and Geology. Anfangs befasste er sich vor allem mit den Niederlanden, später mit weltweiten Funden (unter anderem Brasilien, Sumatra und Indonesien, USA, wo er mit William C. Darrah zusammenarbeitete, Iberische Halbinsel, Nordafrika, Ukraine, Alpen, Türkei, Großbritannien). Er war mit Walther Gothan befreundet und publizierte mit diesem unter anderem 1915 im Archiv für Lagerstättenforschung über die Flora des Karbon in den Niederlanden. Mit Kidston schrieb er eine Monographie über Calamites. Neben seinem Schwerpunkt Biostratigraphie befasste er sich auch mit Kohle-Petrographie und Paläogeographie.
Als lange Zeit einziger Paläobotaniker von internationalem Ruf in den Niederlanden wurde er 1932 außerordentlicher Professor in Groningen.
Die Jongmans Medaille wird in den Niederlanden als Auszeichnung in Paläobotanik vergeben.

## Schriften
- Anleitung zur Bestimmung der Karbon-Pflanzen Westeuropas. 1911